# Marathon van Los Angeles 2011
De marathon van Los Angeles 2011 vond op 20 maart 2011 plaats in Los Angeles. Het was de 26e keer dat dit evenement werd gehouden. In totaal finishten 19.626 lopers de wedstrijd, waarvan 7.730 vrouwen.
Bij de mannen doorbrak de Ethiopiër Markos Geneti met zijn zege de jarenlange dominantie van de Keniaanse atleten. Met 2:06.35 verbeterde hij het parcoursrecord en had hij een ruime voorsprong op de Keniaan Nicholas Kamakya, die bijna drie minuten later over finish kwam. Bij de vrouwen won Geneti's landgenote Buzunesh Deba in 2:26.34.

## Wedstrijd
Mannen
| rang | naam             | land | tijd    |
| ---- | ---------------- | ---- | ------- |
| 1    | Markos Geneti    | ETH  | 2:06.35 |
| 2    | Nicholas Kamakya | KEN  | 2:09.26 |
| 3    | Laban Moiben     | KEN  | 2:13.12 |
| 4    | Wesley Korir     | KEN  | 2:13.23 |
| 5    | Jason Gutierrez  | COL  | 2:13.24 |
| 6    | Benjamin Maiyo   | KEN  | 2:14.27 |
| 7    | Simon Wangai     | KEN  | 2:17.08 |
| 8    | Miguel Nuci      | USA  | 2:18.33 |
| 9    | Daniel Rojas     | USA  | 2:20.12 |
| 10   | Shadrack Biwott  | KEN  | 2:20.28 |

Vrouwen
| rang | naam                 | land | tijd    |
| ---- | -------------------- | ---- | ------- |
| 1    | Buzunesh Deba        | ETH  | 2:26.34 |
| 2    | Amy Hastings         | USA  | 2:27.03 |
| 3    | Mare Dibaba          | ETH  | 2:30.25 |
| 4    | Diane Nukuri         | BDI  | 2:33.47 |
| 5    | Iuliia Arkhopiva     | KGZ  | 2:33.55 |
| 6    | Albina Mayorova      | RUS  | 2:36.43 |
| 7    | Mary Akor            | USA  | 2:37.21 |
| 8    | Svetlana Ponomarenko | RUS  | 2:38.56 |
| 9    | Eri Okubo            | JPN  | 2:42.48 |
| 10   | Devon Crosby-Helms   | USA  | 2:43.28 |

1986 ·
1987 ·
1988 ·
1989 ·
1990 ·
1991 ·
1992 ·
1993 ·
1994 ·
1995 ·
1996 ·
1997 ·
1998 ·
1999 ·
2000 ·
2001 ·
2002 ·
2003 ·
2004 ·
2005 ·
2006 ·
2007 ·
2008 ·
2009 ·
2010 ·
2011 · 
2012 ·
2013 ·
2014 ·
2015 ·
2016 ·
2017